# 希特勒: 惡魔的崛起
《希特勒：惡魔的崛起》（英語：Hitler: The Rise of Evil）是一套2003年的加拿大迷你電視影集，在5月分上下集播出，總片長150分鐘。內容講述希特勒的崛起過程，從童年至1934年興登堡逝世成為一獨裁者。片中穿插報業編輯葛立賀對抗希特勒的片段與猶太裔作曲家霍蘭德的俱樂部表演以作希特勒崛起的對比，開頭也引用了18世紀英國哲學家埃德蒙·伯克的名言：「惡人之所勝利只因好人一無所為。」

## 劇情
開場是希特勒從1899年到1913年離開奧地利前往慕尼黑期間的生活。隨後，他在德國參與了第一次世界大戰，期間他晉升為下士，因英勇而被授予鐵十字勳章。戰爭後期，他在毒氣襲擊中失明。
1919年，希特勒回到德國十一月革命期間的慕尼黑，仍受僱於軍隊，並被指派監控該市新成立的政黨。參加完德國工人黨的一次會議後，他被該黨領導人安東·德雷克斯勒招募來組織該黨的宣傳活動，並發表越來越受歡迎的演講，這些演講的主題是德國被去年投降的領導人背叛了。戰爭，共產黨人和猶太人正在從內部削弱德國精神。在與富有的藝術出版商恩斯特·漢夫斯坦格爾會面後，希特勒被鼓勵改善自己的形象並為黨創造一個標誌，他透過採用納粹標誌來做到這一點。漢夫斯坦格爾也讓希特勒與該市有影響力的人物接觸，包括戰爭英雄赫爾曼·戈林和好戰的恩斯特·羅姆（準軍事衝鋒隊的最終組織者）。 1921年，希特勒迫使德雷克斯勒辭職，並接任更名為國家社會黨的領導人。
1923 年，巴伐利亞州部長古斯塔夫·馮·卡爾在他的演講撰稿人、記者弗里茨·格爾利希的敦促下，試圖騙過希特勒，讓他相信自己正準備發動軍事政變反對柏林的國民政府，而希特勒必須留下來保持沉默，否則他的政黨就無法參與其中。在得知所提議的政變只是一個詭計後，希特勒用槍指著卡爾並強迫他和他的同夥支持他自己的政變計劃。羅姆和衝鋒隊計劃接管軍營，準備向柏林進軍，但政變企圖很快就被鎮壓了。希特勒在漢夫斯坦格爾的家中避難，在恩斯特的妻子從他手中奪走槍之前，希特勒幾乎要自殺。
希特勒被當局逮捕並因叛國罪受審，他成功地利用審判為自己謀取利益，用他的法庭戲劇贏得了觀眾和法官的支持。因此，他在蘭茨貝格監獄被判輕判，並在那裡寫下了回憶錄（後來出版為《我的奮鬥》）。 1925 年，希特勒為了逃避政治而前往鄉村，他的同父異母的姐姐安吉拉 (Angela) 和她的女兒格莉·勞巴爾 (Geli Raubal) 也加入了他的行列。當希特勒返回慕尼黑時，他帶著格莉一起，但由於他對她生活的專橫控製而心煩意亂，她自殺了。
希特勒避開革命，現在要求該黨遵循民主路線上台。這一聲明使他與羅姆發生衝突，但希特勒要求黨完全服從他作為元首（領導人）的要求贏得了大多數其他人的認可，其中包括一位名叫約瑟夫·戈培爾的易受影響的年輕煽動者。 1920 年代末，該黨的政治命運有所改善，國家社會主義者在每次選舉中都在國會大廈中獲得越來越多的席位。由於該黨越來越受歡迎，格里希繼續撰寫反對希特勒的文章，當報紙編輯解僱他時，他創辦了自己的報紙。
1932 年，希特勒成為德國公民，並與現任總統保羅·馮·興登堡競選總統。儘管他沒有成功，但該黨已成為德國國會中最大的政黨，這使希特勒有勇氣要求他擔任德國總理。儘管興登堡鄙視希特勒，但前總理弗朗茨·馮·帕彭在1933 年幫助實現了這一目標。後來，國會大廈被據稱是共產黨人縱火，希特勒利用這一事件讓國會議員授予他獨裁權力，這包括暫停公民自由和壓制新聞界。結果，格里希的報紙被關閉，他被衝鋒隊逮捕並送往集中營。
德國現在變成了一個警察國家，希特勒鎮壓了黨內黨外的所有對手，羅姆被槍殺，衝鋒隊的實力大大削弱。羅姆後來被判死刑，而衝鋒隊的其餘成員則被併入德國國防軍。 1934年8月興登堡去世後，希特勒將總統和總理合而為一，最終成為德國的最終統治者。

## 演員
- 勞勃·克萊爾（Robert Carlyle）飾 阿道夫·希特勒
- 史塔克·錢妮（Stockard Channing） 飾 希特勒之母（克拉拉·希特勒）
- 吉娜·瑪隆（Jena Malone） 飾 潔利，希特勒姪女
- 茱莉安娜·瑪格里斯（Julianna Margulies） 飾 海蓮娜（Helene Hanfstaengl）
- 馬修·莫汀（Matthew Modine） 飾 葛立賀（Fritz Gerlich）
- 李佛·薛伯（Liev Schreiber） 飾 漢夫丹格（Ernst Hanfstaengl）
- 彼得·史托馬（Peter Stormare） 飾 恩斯特·羅姆
- Friedrich von Thun（英语：Friedrich von Thun） 飾 魯登道夫
- 彼得·奧圖（Peter O'Toole） 飾 興登堡總統
- 柔伊·泰佛（Zoe Telford） 飾 愛娃·布勞恩
- Terence Harvey（英语：Terence Harvey） 飾 馮·卡爾（Gustav Ritter von Kahr）
- Justin Salinger（英语：Justin Salinger） 飾 Dr. 約瑟夫·戈培爾
- Chris Larkin 飾 赫曼·戈林
- James Babsen 飾  魯道夫·赫斯
- Patricia Netzer 飾 蘇菲，葛立賀妻（Sophie Gerlich）
- Harvey Friedman（英语：Harvey Friedman (actor)） 飾 霍蘭德（Friedrich Hollaender）
- Nicole Marischka 飾 Blandine Ebinger
- Julie-Ann Hassett 飾 希特勒同父異母姊
- Thomas Sangster 飾 希特勒10歲時
- Simon Sullivan 飾 希特勒17歲時
- Robert Glenister（英语：Robert Glenister） 飾 Anton Drexler
- Ian Hogg（英语：Ian Hogg (actor)） 飾 希特勒之父

## 國際播映
在台灣於2003年11月由Cinemax頻道首度播出，片名作《希特勒傳》。